# Лука Нотара
Лука́ Нота́ра (ср.-греч. Λουκάς Νοταράς (распространившаяся в Интернете транскрипция Нотарас возникла под влиянием западного написания Notaras и не соответствует русской традиции); ум. 3—4 июня 1453, Константинополь) — последний великий дука (μέγας δούξ) (главнокомандующий византийским флотом) и месазон в Византийской империи (1449—1453).

## Биография
Его жена происходила из императорского рода Палеологов. Сам он также был из знатного греческого рода, представители которого известны и значительно позднее (в частности — Макарий Нотара, род. 1731).
Выполнял важные дипломатические поручения Иоанна VIII и Константина XI, некоторое время возглавлял правительство. Одновременно вёл дела с итальянскими компаниями, хранил деньги в итальянских банках, был гражданином Венеции и Генуи. При этом был противником церковной унии с Римом. Сам он сказал: «Лучше увидеть среди города царствующую турецкую чалму, чем латинскую тиару». Политика Луки носила двойственный характер, что не нравилось многим его современникам, в частности — другу и секретарю императора Константина историку Георгию Франдзису.
Во время осады Константинополя турками, Нотара успешно командовал морскими сражениями против османского флота. Руководил вместе с Иоганессом Грантом действиями в подкопно-минной войне против турецких сапёров, которые по успешности оказались сравнимы с аналогичными действиями под Псковом — турки потерпели сокрушительную неудачу.
Принимал участие во многих отражениях штурмов. В конце осады мегадука командовал отрядом около 100 византийцев и нескольких латинян, защищая один из ключевых участков обороны города — Морскую стену. Турки смогли захватить башню Керко и прорваться, из-за чего Лука был обвинен в измене, но сумел оправдаться перед императором.
После взятия города, во время всеобщего мятежа, султан Мехмед II сначала сделал его губернатором, затем казнил вместе с родственниками.
Так описывает эти события известный византинист Стивен Рансиман в XI главе своей изданной в 1965 году книги «Падение Константинополя в 1453 году»: «Через пять дней после падения города Мехмед устроил пир. Когда он уже достаточно опьянел, кто-то шепнул ему, что у Нотары есть сын четырнадцати лет необыкновенной красоты. Султан тут же послал своего евнуха в дом мегадуки с требованием отдать мальчика в его гарем. Нотара, оба старших сына которого пали в бою, отказался подвергнуть мальчика такой позорной участи. Тогда посланная за ним полиция привела к султану самого Нотары вместе с сыном и юным зятем, сыном великого доместика Андроника Кантакузина. Когда Нотара вновь ответил султану отказом, тот приказал немедленно обезглавить его и обоих юношей. Единственной просьбой Нотары перед смертью было, чтобы юношей казнили раньше его, дабы вид его смерти не вызвал у них колебаний; после их казни он спокойно обнажил шею и подставил её палачу».
Георгий Сфрандзи рассказывает совсем иную версию: никакого «красивого мальчика» в его версии нет и в помине, а просто когда Лука, после победы турок, принёс султану очень дорогие подарки, тот его спросил: «Почему ты не захотел помочь своему императору и родине своей и дать им те несметные богатства, что у тебя были…?»
Его жена попала в рабство и умерла по дороге в Адрианополь. Возможно, два его родственника уплыли на генуэзском корабле. Дочь адмирала Анна Нотара со своей тётей возглавили Византийское общество в Венеции. Внук Луки — прославленный в Греции св. Герасим Кефалонийский. Коллекция писем Луки Нотары на латыни была издана в Греции под названием Epistulae.

## В популярных медиа
- В фильме 1951 года «İstanbul'un Fethi» Луку Нотару сыграл Ведат Орфи Бенгю.
- Наджи Адыгюзель изображает великого дуку Нотару в фильме 2012 года «Завоевание 1453».
- В историческом романе 2019 года «Порфир и Ясень»